# Sphecodes quellensis
Sphecodes quellensis är en biart som beskrevs av Blüthgen 1927. Sphecodes quellensis ingår i släktet blodbin, och familjen vägbin. Inga underarter finns listade i Catalogue of Life.